# إيزيس خيمينيز
إيزيس خيمينيز (بالإسبانية: Isis Giménez)‏ هي مبارزة بالسيف فنزويلية، ولدت في 30 يوليو 1990.

## وصلات خارجية
- إيزيس خيمينيز على موقع الاتحاد الدولي للمبارزة (الإنجليزية)
- إيزيس خيمينيز على موقع أوليمبيديا (الإنجليزية)